# Departamento de Barranquilla
El departamento de Barranquilla fue un extinto departamento de Colombia. Fue creado el 5 de agosto de 1908 a partir del departamento del Atlántico (creado en 1905) y perduró hasta el 1 de enero de 1910, siendo parte de las reformas administrativas del presidente de la república Rafael Reyes respecto a división territorial. El departamento duró poco, pues Reyes fue depuesto en 1909 y todas sus medidas revertidas a finales del mismo año, por lo cual las 34 entidades territoriales creadas en 1908 fueron suprimidas y el país recobró la división política vigente en 1905, desapareciendo entonces Barranquilla como departamento y vuelto a depender de Cartagena, hasta la expedición de la ley 21 del 14 de julio de 1910 que recreó el departamento del Atlántico.

## División territorial
El departamento estaba conformado por las regiones atlanticenses de Barranquilla y Sabanalarga.
Los municipios que conformaban el departamento eran los siguientes, de acuerdo al decreto 916 del 31 de agosto del año 1908:
- Provincia de Barranquilla: Barranquilla (capital), Galapa, Palmar de Varela, Santo Tomás, Sabanagrande, Soledad y Tubará.

- Provincia de Sabanalarga: Sabanalarga (capital), Baranoa, Campo de la Cruz, Juan de Acosta, Manatí, Polonuevo y Usiacurí.